# Durstel
 Durstel (en alsacià Durschtel) és un municipi francès, situat a la regió del Gran Est, al departament del Baix Rin. L'any 1999 tenia 394 habitants.
Forma part del cantó d'Ingwiller, del districte de Saverne i de la Comunitat de comunes de l'Alsace Bossue.

## Demografia
| 1962 | 1968 | 1975 | 1982 | 1990 | 1999 |
| ---- | ---- | ---- | ---- | ---- | ---- |
| 372  | 375  | 442  | 423  | 431  | 394  |

## Administració
| Període | Identitat        | Partit |
| ------- | ---------------- | ------ |
| 2001-   | Gérard Stutzmann |        |